# Zimirina transvaalica
Zimirina transvaalica là một loài nhện trong họ Gnaphosidae.
Loài này thuộc chi Zimirina. Zimirina transvaalica được R. de Dalmas miêu tả năm 1919.